# Matt Thompson (calciatore)
Matthew Thompson (Sydney, 18 agosto 1982) è un calciatore australiano, difensore o centrocampista del Valentine.

## Carriera

### Club
Thompson inizia la sua carriera professionistica nel Parramatta Power, dove gioca dal 1999 al 2004. Dopo una breve esperienza con i Marconi Stallions, si trasferisce ai Newcastle Jets, club con cui disputa cinque stagioni in A-League. Successivamente veste le maglie del Melbourne Heart e del Sydney FC. Nel 2014 torna ai Marconi Stallions e successivamente si trasferisce al PTT Rayong in Thailandia. Dal 2015 gioca con il Maitland FC.

### Nazionale
Tra il 2009 e il 2010, Thompson ha collezionato 4 presenze con la nazionale di calcio dell'Australia.